# Гипериониды
Гипериони́ды (греч. Ὑπεριονίδης) — в древнегреческой мифологии потомки титана Гипериона и его сестры и одновременно жены титаниды Тейи: бог солнца Гелиос (Sol у римлян), богиня луны Селену (Luna у римлян) и богиня утренней зари Эос (Aurora у римлян), а также многочисленное потомство Гелиоса. Термин многократно упоминается в классических произведениях древнегреческой литературы — таких, как «Иллиада» Гомера.